# Frictional Games
Frictional Games är ett svenskt spelföretag med säte i Ramlösa, Helsingborg. Företaget utvecklar enligt sin affärsidé spel i förstapersonsperspektiv där fysikmotorn spelar en central roll.
Deras första spel var teknikdemon Penumbra som visade deras första iteration av spelmotorn HPL som senare vidareutvecklades och blev deras första kommersiella titel, skräckspelet Penumbra: Overture. En uppföljare kallad Penumbra: Black Plague utvecklades senare och släpptes via Paradox Interactive. Spelserien var ursprungligen tänkt som en trilogi, men det blev två episoder plus en expansion Penumbra: Requiem.
Frictional Games släppte sitt spel Amnesia: The Dark Descent den 8 september 2010, och det är ganska likt deras tidigare spel - ett skräckspel men det utspelar sig i en 1800-talsmiljö och använder Frictional Games egenutvecklade HPL2 som företaget arbetat på under en tid.
Penumbraserien har i efterhand släppts till både Mac och Linux.
2018 meddelade företaget att de har två spel under utveckling.

## Spel
| Utgivningsår | Titlar                      | Plattformar | Plattformar | Plattformar | Utgivare            |
| Utgivningsår | Titlar                      | Mac         | Lin         | Win         | Utgivare            |
| ------------ | --------------------------- | ----------- | ----------- | ----------- | ------------------- |
| 2007         | Penumbra: Overture          | Ja          | Ja          | Ja          | Paradox Interactive |
| 2008         | Penumbra: Black Plague      | Ja          | Ja          | Ja          | Paradox Interactive |
| 2008         | Penumbra: Requiem           | Ja          | Ja          | Ja          | Paradox Interactive |
| 2010         | Amnesia: The Dark Descent   | Ja          | Ja          | Ja          | Frictional Games    |
| 2013         | Amnesia: A Machine for Pigs | Ja          | Ja          | Ja          | Frictional Games    |
| 2015         | Soma                        | Ja          | Ja          | Ja          | Frictional Games    |
| 2020         | Amnesia: Rebirth            | Nej         | Ja          | Ja          | Frictional Games    |